# Коэн, Лорен
Ло́рен Ко́эн (англ. Lauren Cohan; род. 7 января 1982, Черри-Хилл, Нью-Джерси) — англо-американская актриса и фотомодель, известна по ролям Бэлы Талбот в телесериале «Сверхъестественное», Роуз в телесериале «Дневники вампира» и Мэгги Грин в телесериале «Ходячие мертвецы».

## Ранняя жизнь
Коэн (урожд. Сторхолм) родилась в Черри-Хилл, штат Нью-Джерси, в семье с шотландскими, ирландскими и норвежскими корнями. Фамилия Коэн и религия (иудаизм) достались ей от отчима. До переезда в Великобританию жила в Нью-Джерси. Имеет двойное гражданство США и Великобритании.
Фамилия Сторхольм была официально изменена на фамилию её отчима, Коэн. Коэн приняла иудаизм в возрасте пяти лет, пройдя церемонию «гиюр».
Коэн также окончила колледж короля Альфреда в Винчестере, получив степень бакалавра искусств по драме и английской литературе.

## Карьера
Коэн начала актерскую карьеру в 2005 году, ее кинодебют состоялся в фильме «Казанова» где она исполнила небольшую роль. В этом же году Коэн появилась также в небольшой роли в короткометражной комедии «Бесшумный убийца». В 2006 году актриса появилась в главной роли в комедии «Король вечеринок 2: Восхождение Таджа». В 2007 году сыграла эпизодическую роль в телесериале «Дерзкие и красивые», а также присоединилась к съемкам третьего сезона телесериала «Сверхъестественное», исполнив роль Бэлы Талбот. Реакция на её персонажа была неоднозначной и по мнению критиков «отвлекающей от дуэта главных геров», именно поэтому ее персонаж просуществовала в сериале всего шесть эпизодов, после чего актриса покинула съемки. В 2008 году появилась в качестве приглашенной звезды в эпизоде телесериала «Валентайн», а также главной роли в независимой комедийной драме «Плавание». В 2009 году появилась в эпизодической роли в телесериале «Жизнь как приговор», следующий год для актрисы был более продуктивный, она появилась в эпизодических ролях в телесериале «Детектив Раш», «Американская семейка» и «C.S.I.: Место преступления Нью-Йорк», а также в главных ролях в короткометражке «Ранее в Поинт Дум», «Практика» и полнометражном биографическом фильме «Молодой Александр Великий» и «Смертельная гонка 2: Франкенштейн жив». В этом же году присоединилась к основному актерскому составу телесериала «Дневники вампира». В 2011 году присоединилась к второстепенному актерскому составу телесериала «Чак», а также телефильме «Божественный». В апреле того же года, Коэн получила свою самую заметную роль Мэгги Грин в телесериале AMC «Ходячие мертвецы». Впервые она появилась в телесериале во втором сезоне, в качестве повторяющегося персонажа, одна уже в третьем сезоне вошла в основной актерский состав. Драма стала самым рейтинговым сериалом в истории кабельного телевидения в 2015 году. В  апреле 2018 года, после окончания восьмого сезона телесериала, Коэн конфликтовала с руководством телеканала AMC требуя повышение зарплаты до уровня актëров Эндрю Линкольна и Нормана Ридуса, в свою очередь AMC отказались и Коэн покинула сериал после первых пяти эпизодов девятого сезона телесериала. В октябре 2019 года было заявлено что актриса вернется к своей роли в одиннадцатом и последнем сезоне телесериала. Роль в телесериале принесла актрисе премию «Сатурн» за лучшую женскую роль второго плана в 2022 году.
В 2012 году появилась в эпизодической роли в телесериале «Дэцкая больница»,  в следующем году исполнила эпизодическую роль в телесериале «Закон и порядок: Специальный корпус». В 2014 году актриса дебютировала в качестве актера озвучивания в анимационном сериале «Спецагент Арчер», а также компьютерной игре Destiny, озвучив экзо-незнакомку. В этом же году исполнила главную роль в драме «Достань меня, если сможешь»,  а также эпизодическую роль в сериале «Сказки на ночь Тима и Эрика». В 2016 году исполнила роль Марты Уэйн в фильме «Бэтмен против Супермена: На заре справедливости», а также исполнила главную роль в фильме «Кукла» и исполнила эпизодическую роль в телесериале «Проект Минди». В 2017 году озвучила своего персонажа из телесериала «Ходячие мертвецы», в спецвыпуске мультсериала «Робоцып». В этом же году исполнила главную роль в биографическом фильме «2pac: Легенда» исполнив роль Лейлы Стейнберг. В 2018 году появилась в короткометражке «Утка: Фильм Кевина Бэйкона», а также боевике «22 мили». В 2019 году присоединилась к основному актерскому составу телесериала «Виски Кавалер», однако из-за низких рейтингов сериал закрылся спустя один сезон. В 2021 году озвучила персонажа в мультсериале «Неуязвимый», а в 2022 году озвучила Джулию Пениуорт в мультфильме «Женщина-кошка: Охота». В 2023 году присоединилась к основному актерскому составу спин-оффа «Ходячие мертвецы: Мёртвый город» повторив роль Мэгги Грин. В этом же году озвучила персонажа в мультфильме «Неуязвимые: Атомная Ева». В 2024 году озвучила персонажа в мультсериале «Сумерки богов». В 2025 году появилась в главной роли в фильме «Когда я буду готов».

## Личная жизнь
С 2014 по 2017 года встречалась с агентом по поиску талантов Кристианом Карино.

## Фильмография
| Год          |     | Русское название                                | Оригинальное название              | Роль                         |
| ------------ | --- | ----------------------------------------------- | ---------------------------------- | ---------------------------- |
| 2005         | ф   | Казанова                                        | Casanova                           | сестра Беатрис               |
| 2005         | кор | Бесшумный убийца                                | The Quiet Assassin                 | Алессия                      |
| 2006         | ф   | Король вечеринок 2: Восхождение Таджа           | Van Wilder: The Rise of Taj        | Шарлота Хигинсон             |
| 2007         | с   | Дерзкие и красивые                              | The Bold and the Beautiful         | работник Forrester Creations |
| 2007—2008    | с   | Сверхъестественное                              | Supernatural                       | Бэла Талбот                  |
| 2008         | с   | Валентайн                                       | Valentine                          | Джоанна Клей                 |
| 2008         | ф   | Плавание                                        | Float                              | Эмили Фултон                 |
| 2009         | с   | Жизнь как приговор                              | Life                               | Джекки Ролдер                |
| 2010         | с   | C.S.I.: Место преступления Нью-Йорк             | CSI: NY                            | Мередит Мюр                  |
| 2010         | кор | Ранее в Поинт Дум                               | Previously on Point Dume           | Фелиция Вон Вегас            |
| 2010         | с   | Детектив Раш                                    | Cold Case                          | Рэйчел Мэлоун                |
| 2010         | ф   | Молодой Александр Великий                       | Young Alexander the Great          | Лето                         |
| 2010         | с   | Американская семейка                            | Modern Family                      | Секретарь                    |
| 2010         | кор | Практика                                        | Practical                          | Лорен                        |
| 2010         | ф   | Смертельная гонка 2: Франкенштейн жив           | Death Race 2                       | Септембер Джонс              |
| 2010—2012    | с   | Дневники вампира                                | The Vampire Diaries                | Роуз                         |
| 2011         | с   | Чак                                             | Chuck                              | Вивиан МакАртур Волков       |
| 2011         | тф  | Божественный                                    | Heavenly                           | Лили                         |
| 2011—2022    | с   | Ходячие мертвецы                                | The Walking Dead                   | Мэгги Грин                   |
| 2012         | с   | Дэцкая больница                                 | Childrens Hospital                 | Лили Пратт                   |
| 2013         | с   | Закон и порядок: Специальный корпус             | Law & Order: Special Victims Unit  | Айвери Джордан               |
| 2014         | мс  | Спецагент Арчер                                 | Archer                             | Джулиана Калдерон            |
| 2014         | ки  |                                                 | Destiny                            | Экзо-незнакомка              |
| 2014         | ф   | Достань меня, если сможешь                      | Reach Me                           | Кейт                         |
| 2014         | с   | Сказки на ночь Тима и Эрика                     | Tim & Eric's Bedtime Stories       | Стефани                      |
| 2016         | ф   | Бэтмен против Супермена: На заре справедливости | Batman v Superman: Dawn of Justice | Марта Уэйн                   |
| 2016         | с   | Проект Минди                                    | The Mindy Project                  | Эшли                         |
| 2016         | ф   | Кукла                                           | The Boy                            | Грета Эванс                  |
| 2017         | с   | Робоцып                                         | Robot Chicken                      | Мэгги Грин                   |
| 2017         | ф   | 2pac: Легенда                                   | All Eyez on Me                     | Лейла Стейнберг              |
| 2018         | кор | Утка: Фильм Кевина Бэйкона                      | Duck: A Film by Kevin Bacon        | Лорен                        |
| 2018         | ф   | 22 мили                                         | Mile 22                            | Элис Кирр                    |
| 2019         | с   | Виски Кавалер                                   | Whiskey Cavalier                   | Франческа «Фрэнки» Троубридж |
| 2021—2023    | мс  | Неуязвимый                                      | Invincible                         | Холли/Воительница            |
| 2022         | мф  | Женщина-кошка: Охота                            | Catwoman: Hunted                   | Джулия Пенниуорт             |
| 2023 — н. в. | с   | Ходячие мертвецы: Мёртвый город                 | The Walking Dead: Dead City        | Мэгги Грин                   |
| 2023         | мф  | Неуязвимые: Атомная Ева                         | Invincible: Atom Eve               | Женщина-война                |
| 2024         | мс  | Сумерки богов                                   | Twilight of the Gods               | Игне                         |
| 2025         | ф   | Когда я буду готов                              | When I'm Ready                     | Джулия                       |

### Музыкальные клипы
- Том Петти —  Something Could Happen[60]

## Награды и номинации
| Год  | Награда                | Категория                                                       | Номинация за                    | Результат | Примечания |
| ---- | ---------------------- | --------------------------------------------------------------- | ------------------------------- | --------- | ---------- |
| 2012 | Премия «Спутник»       | Лучший актерский состав на телевидении                          | Ходячие мертвецы                | Победа    | [ 61 ]     |
| 2013 | Eyegore Awards         | Награда за лучший актерский ансамбль                            | Ходячие мертвецы                | Победа    | [ 62 ]     |
| 2017 | People's Choice Awards | Любимая актриса научно-фантастического/фэнтезийного телевидения | Ходячие мертвецы                | Номинация | [ 63 ]     |
| 2022 | Премия «Сатурн»        | Лучшая телеактриса второго плана                                | Ходячие мертвецы                | Победа    | [ 64 ]     |
| 2024 | Премия «Сатурн»        | Лучшая телеактриса                                              | Ходячие мертвецы: Мёртвый город | Номинация | [ 65 ]     |